# Ari Graynor
Ariel Geltman Graynor (Boston, 27 de abril de 1983), mais conhecida como Ari Graynor, é uma atriz americana. Ela é mais conhecida por interpretar Rachel e Kelsie em Fringe, Meredith Davis em Bad Teacher e Cassie Feder em I'm Dying Up Here.

## Filmografia

### Cinema
| Ano  | Título                             | Papel                        | Notas          |
| ---- | ---------------------------------- | ---------------------------- | -------------- |
| 2003 | Mystic River                       | Eve Pigeon                   |                |
| 2004 | Book of Love                       | Naomi                        |                |
| 2004 | Imaginary Heroes                   | Jenny                        |                |
| 2004 | Bereft                             | Louise                       |                |
| 2005 | Game 6                             | Laurel Rogan                 |                |
| 2005 | The Great New Wonderful            | Lisa Krindel                 |                |
| 2006 | For Your Consideration             | Jovem Assistente de Produção |                |
| 2007 | An American Crime                  | Paula Baniszewski            |                |
| 2007 | Turn the River                     | Charlotte                    |                |
| 2008 | Nick and Norah's Infinite Playlist | Caroline                     |                |
| 2008 | Blues                              | Tara                         |                |
| 2009 | Youth in Revolt                    | Lacey                        |                |
| 2009 | Whip It                            | Eva Destruction              |                |
| 2010 | Holy Rollers                       | Rachel Apfel                 |                |
| 2010 | Date Night                         | Mulher jovem                 |                |
| 2010 | Conviction                         | Mandy Marsh                  |                |
| 2010 | No Deal                            | Cassie                       |                |
| 2011 | Lucky                              | Lucy St. Martin              |                |
| 2011 | 10 Years                           | Sam                          |                |
| 2011 | What's Your Number?                | Daisy Darling                |                |
| 2011 | The Sitter                         | Marisa Lewis                 |                |
| 2012 | Celeste & Jesse Forever            | Beth                         |                |
| 2012 | For a Good Time, Call...           | Katie Steele                 |                |
| 2012 | The Guilt Trip                     | Joyce Margolis               |                |
| 2016 | Wiener-Dog                         | Carol Steinhart              |                |
| 2016 | Join the Club                      | Nina                         | Curta-metragem |
| 2017 | Avenues                            | Brooke                       |                |
| 2017 | The Disaster Artist                | Juliette Danielle            |                |
| 2018 | The Front Runner                   | Ann Devroy                   |                |
| 2020 | Like a Boss                        | Angela                       |                |
| 2023 | The Anne Frank Gift Shop           | Amy                          | Curta-metragem |
| 2024 | Nutcrackers                        | Carol (voz)                  |                |

### Televisão
| Ano       | Título                                       | Papel                                                   | Notas                                |
| --------- | -------------------------------------------- | ------------------------------------------------------- | ------------------------------------ |
| 2001      | The Sopranos                                 | Caitlin Rucker                                          | 4 episódios                          |
| 2003      | Law & Order: Special Victims Unit            | Missy Kurtz                                             | Episódio: "Damaged"                  |
| 2005      | Veronica Mars                                | Jessie Doyle                                            | Episódio: "Driver Ed"                |
| 2007      | CSI: Miami                                   | Elvina                                                  | Episódio: "Rush"                     |
| 2007      | Numb3rs                                      | Ella Pierce                                             | Episódio: "Tabu"                     |
| 2008-2012 | American Dad!                                | Garota Bêbada / Garota da Irmandade / Garota / Stripper | 5 episódios                          |
| 2009-2010 | Fringe                                       | Rachel / Kelsie                                         | 10 episódios                         |
| 2010      | The Cleveland Show                           | BigSkeez                                                | Episódio: "Our Gang"                 |
| 2011      | Family Guy                                   | Mulher Kitty Hawk                                       | Episódio: "Amish Guy"                |
| 2014      | Bad Teacher                                  | Meredith Davis                                          | 13 episódios                         |
| 2014      | Garfunkel and Oates                          | Cornish                                                 | Episódio: "Third Member"             |
| 2015      | Kroll Show                                   | Fiscal                                                  | Episódio: "Karaoke Bullies"          |
| 2017-2018 | I'm Dying Up Here                            | Cassie Feder                                            | 20 episódios                         |
| 2019      | SMILF                                        | Emma                                                    | Episódio: "So Maybe I Look Feminine" |
| 2020      | Mrs. America                                 | Brenda Feigen-Fasteau                                   | 9 episódios                          |
| 2022      | Surface                                      | Caroline                                                | 8 episódios                          |
| 2023      | Winning Time: The Rise of the Lakers Dynasty | Honey Kaplan                                            | 7 episódios                          |
| 2024      | Monsters: The Lyle and Erik Menendez Story   | Leslie Abramson                                         | 6 episódios                          |

### Teatro
| Ano  | Título                 | Papel     | Notas        |
| ---- | ---------------------- | --------- | ------------ |
| 2005 | Brooklyn Boy           | Alison    | Broadway     |
| 2005 | Dog Sees God           | Marcy     | Off-Broadway |
| 2006 | The Little Dog Laughed | Ellen     | Broadway     |
| 2010 | Trust                  | Aleeza    | Off-Broadway |
| 2011 | Relatively Speaking    | Nina Roth | Broadway     |
| 2012 | The Performers         | Peeps     | Broadway     |
| 2014 | American Hero          | Jamie     | Off-Broadway |
| 2017 | Yen                    | Maggie    | Off-Broadway |